# Melaloncha cingulata
Melaloncha cingulata är en tvåvingeart som beskrevs av Borgmeier 1959. Melaloncha cingulata ingår i släktet Melaloncha och familjen puckelflugor. Inga underarter finns listade i Catalogue of Life.